# Ситников, Александр Семёнович
Александр Семёнович Ситников (род. 1923) — участник Великой Отечественной войны, советский работник сельского хозяйства, комбайнер, Герой Социалистического Труда.

## Биография
Родился в январе 1923 года в хуторе Чернышев, ныне Белокалитвинского района Ростовской области.
Участник Великой Отечественной войны с 6 марта 1942 года — даты призыва в Красную Армию. В 1944 году был командиром топоотделения управления 2-го дивизиона и разведчиком управления 2-го дивизиона, а в 1945 году — старшим топовычислителем 2-го дивизиона 118-го гвардейского артиллерийского полка 35-й гвардейской стрелковой дивизии 3-го Украинского и 1-го Белорусского фронтов, гвардии рядовой. Участник штурма Берлина.
Демобилизовавшись из Вооружённых Сил, Александр Семёнович вернулся в родной колхоз имени Дзержинского, работал комбайнером Чапаевской машинно-тракторной станции Белокалитвинского района Ростовской области.
В 1951 году намолотил комбайном «Сталинец-6» с убранной площади за 25 рабочих дней 8596 центнеров зерновых культур.
В дальнейшем работал председателем и заместителем председателя колхоза.
В 1980-х годах вышел на пенсию, проживал в Ростовской области.
В Белокалитвинском историко-краеведческом музее хранится именной баян Героя Социалистического Труда — Александра Семеновича Ситникова.

## Награды
- Указом Президиума Верховного Совета СССР от 27 июня 1952 года за достижение высоких показателей на уборке и обмолоте зерновых культур в 1951 году Ситникову Александру Семёновичу> присвоено звание Героя Социалистического Труда с вручением ордена Ленина и золотой медали «Серп и Молот».
- За боевые подвиги награждён орденами Красной Звезды (03.07.1945), Славы 3-й степени (25.10.1944) и Отечественной войны 2-й степени (11.03.1985), а также «За отвагу», «За боевые заслуги», «За освобождение Варшавы», «За взятие Берлина», «За победу над Германией».[2]